# Serra da Chela
Serra da Chela är en bergskedja i Angola.   Den ligger i kommunen Município Virei och provinsen Namibe, i den sydvästra delen av landet, 800 kilometer söder om huvudstaden Luanda.
Omgivningarna runt Serra da Chela är huvudsakligen savann. Runt Serra da Chela är det glesbefolkat, med 15 invånare per kvadratkilometer.